# Интрепель

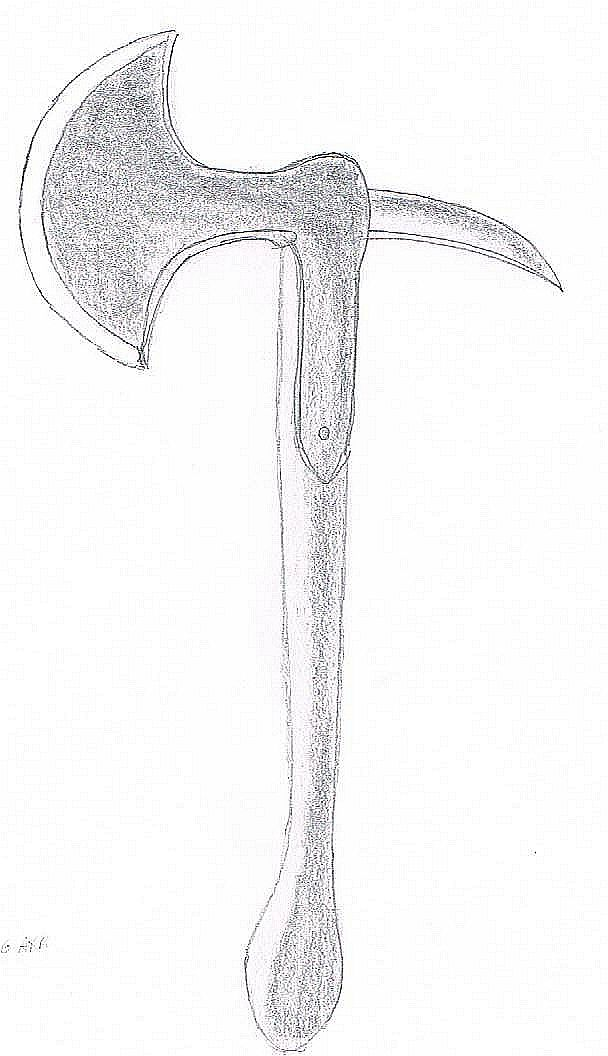
Интрепель.

Интрепель — абордажное, рукопашное орудие, род топора, с обухом в форме четырёхгранного заострённого зуба, загнутого несколько назад.

## История
Во времена гребного и парусного флотов одним из средств морского боя был абордаж — нападение одного судна на другое, состоящее в том, чтобы сцепиться с неприятелем и овладеть им открытой силой в рукопашном бою. Для его применения на флоте, на кораблях существовали особые «абордажные партии», вооружавшиеся «абордажным оружием» как белым (холодным), так и позднее огнестрельным — пиками, интрепелями (алебардами), саблями, ружьями и пистолетами.
Интрепель представлял собой род топора, с обухом в форме четырёхгранного заострённого зуба, загнутого несколько назад, род короткой алебарды или секиры.
Интрепель использовался начиная со Средневековья до конца XIX века. Состоял на вооружении регулярных флотов ряда европейских государств. Например, Уставом Военного флота Российской империи времён Павла I предписывалось: «Надлежит, чтобы каждый матрос имел у себя пару пистолетов, саблю или интрепель, или мушкетон и несколько гранат с зажжённым фитилем в медной трубке на шляпе».
На начало XX века указано, что он упразднён во флоте.